# アルテプラーゼ
アルテプラーゼ（Alteplase）は血栓溶解薬で、急性虚血性脳卒中、急性ST上昇型心筋梗塞、低血圧を伴う肺塞栓症、中心静脈カテーテルの閉塞などの治療に使用される。静脈または動脈に注射される。アルテプラーゼは血管内皮細胞で産生される通常のヒト組織プラスミノーゲン活性化因子（t-PA）と同じもので、チャイニーズハムスター卵巣細胞を用いて組み換えDNA技術により合成される。アルテプラーゼは、線維素溶解を誘導して血栓を融解する。

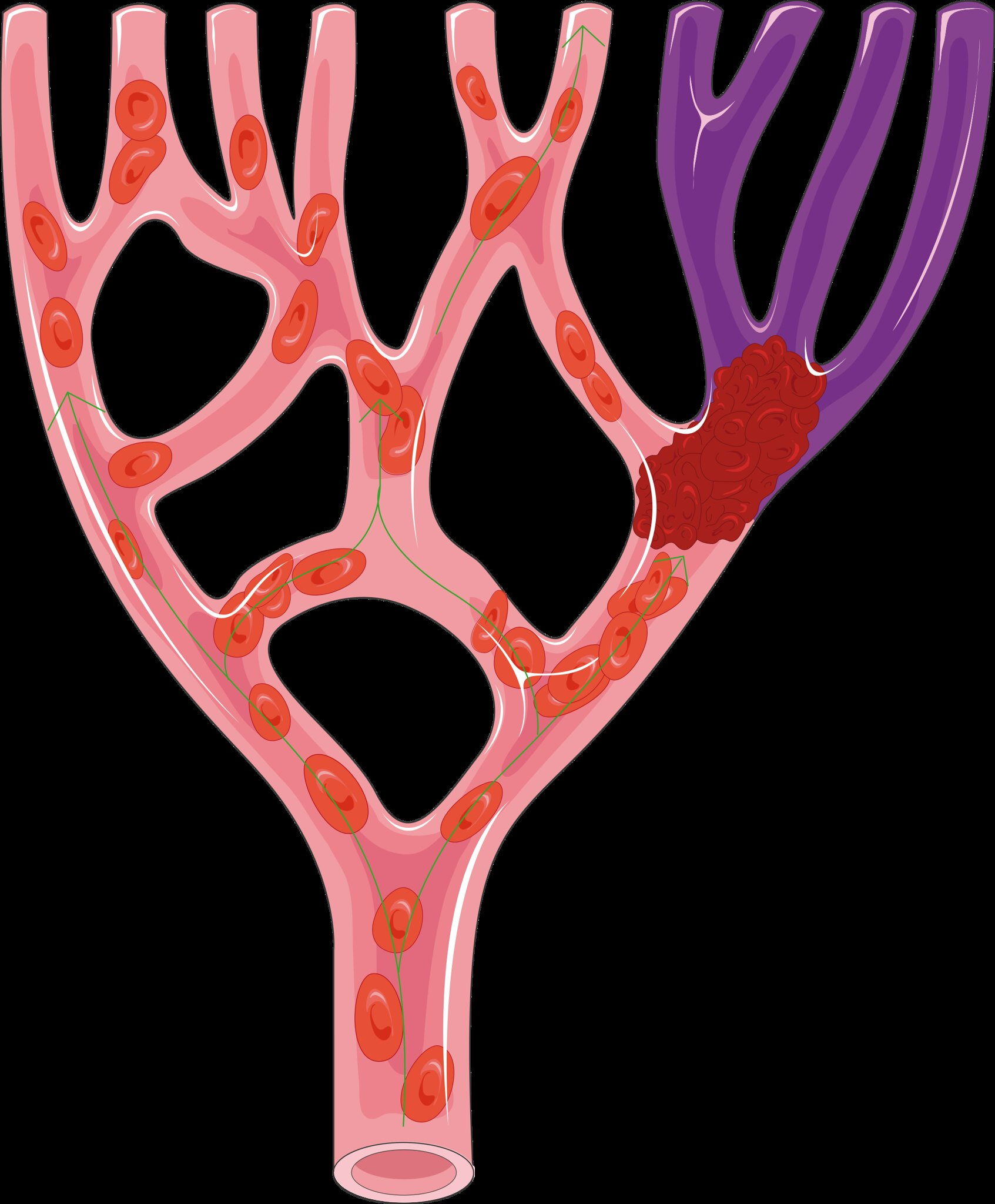
Blood flow obstructed by coagulated blood that could potentially be reversed with alteplase.

## 効能・効果

### 日本
日本では下記の2つの効果が承認されている。
- 虚血性脳血管障害急性期に伴う機能障害の改善（発症後4.5時間以内）
- 急性心筋梗塞における冠動脈血栓の溶解（発症後6時間以内）

投与する際は総量の10%は急速投与（1～2分間）し、その後残りを1時間で投与する。

### 米国
アルテプラーゼは、主に急性虚血性脳卒中、急性心筋梗塞、急性大量肺塞栓症、カテーテル閉塞などの治療に使用される。他の血栓溶解剤と同様に、アルテプラーゼは血栓を溶解して組織の灌流を回復するために使用されるが、これは病態によって異なる場合がある。一般に、アルテプラーゼは静脈注射で体内に投与される。閉塞したカテーテルの治療には、アルテプラーゼをカテーテル内に直接投与する。
アルテプラーゼは、深部静脈血栓症、末梢動脈疾患、小児の胸水、人工弁血栓症、凍傷、腹膜炎などにも適応外使用される。

#### 虚血性脳卒中
急性虚血性脳卒中と診断された成人では、アルテプラーゼによる血栓溶解療法が早期管理（症状発現から4.5時間以内）における標準的治療法である。機械的血栓除去術が不可能な場合は、症状発現後9時間までアルテプラーゼを考慮することができる。
アルテプラーゼの投与は、機能的転帰の改善および障害の発生率の低下と関係がある。アルテプラーゼは機械的血栓除去術と併用することで、より良い転帰をもたらす。しかし、大出血の危険性がある場合、あるいは脳卒中症状の原因が他にある可能性がある場合には、使用は制限される。アルテプラーゼは障害のない脳卒中患者には推奨されない。
初期の虚血性脳卒中再発に対しては、アルテプラーゼの反復使用は安全で効果的である可能性がある。
アルテプラーゼは小児にもよく使用されるが、ガイドラインは成人の場合と異なり、まだ標準化されていない。

#### 心筋梗塞
現在、ST上昇型心筋梗塞（STEMI）の治療には、経皮的冠動脈インターベンション（PCI）が推奨されている。しかし、PCIが可能な病院は米国の25％に過ぎない。PCIが不可能な病院に入院していて、120分以内にPCIを受けるために転院できない場合は、アルテプラーゼの投与が推奨される。また、搬送時間が30分以上掛かると予想される場合は、病院に到着する前にアルテプラーゼを使用することができる。
アルテプラーゼは、アスピリンおよびヘパリンと併用できる。アルテプラーゼの加速注入は、非加速注入と比較して死亡率を有意に低下させることが判明したが、大出血のリスクもわずかに増加する。
アルテプラーゼは、STEMI以外の急性冠症候群の症例には使用すべきではない。

#### 肺塞栓症
2019年現在、アルテプラーゼは肺塞栓症（PE）の治療に最も多く使用されている薬である。アルテプラーゼは、点滴時間が2時間と短く、半減期が4～6分である。アルテプラーゼはFDAの承認を受けており、治療は全身血栓溶解療法またはカテーテル誘導血栓溶解療法で行うことができる。
全身性血栓溶解療法は、急性PE患者の右室機能、心拍数、血圧を速やかに回復させることができる。しかし、全身血栓溶解療法で使用される標準用量のアルテプラーゼは、特に高齢の患者において、頭蓋内出血などの大量出血を引き起こす可能性がある。低用量のアルテプラーゼは、標準量よりも安全で、標準量と同等の効果があることが、システマティックレビューで明らかにされている。
カテーテルによる血栓溶解療法は、アルテプラーゼを閉塞部位に局所的に投与するため、他の血管への薬剤の流失が少なく、全身的な血栓溶解療法よりも効率的である可能性がある。この方法は、多側穴カテーテルを血栓に挿入するものである。
アルテプラーゼは、以下のような合併症のリスクが高い患者のPE治療に使用されることがある。
- 収縮期血圧が90mmHg未満の低血圧である場合[29][30]
- 肺塞栓症によると思われる心停止状態[29]
- 臨床検査で、症状の悪化や悪化の兆候が見られる場合[30]

#### カテーテル閉塞
アルテプラーゼを少量使用し、カテーテルを閉塞する血栓を除去してカテーテルを再開通させると、カテーテルの使用を継続することができる。カテーテル閉塞は、一般に中心静脈カテーテルで認められる。現在、米国ではカテーテル閉塞に対する標準的な治療法としてアルテプラーゼの投与が行われている。アルテプラーゼは、成人および小児のカテーテル閉塞の治療に有効であり、リスクも低い。全体として、血栓を除去するためのアルテプラーゼの副作用は稀である。テネクテプラーゼ、レテプラーゼ、遺伝子組み換えウロキナーゼなどのカテーテル閉塞治療の新しい代替療法は、アルテプラーゼよりも滞留時間が短いという利点がある。

## 警告

### 日本
添付文書には赤文字で下記の警告が記載されている。
- 投与による脳出血による死亡例が認められている。
- (虚血性脳血管障害) 重篤な頭蓋内出血を起こす危険性が高い。
- (虚血性脳血管障害) 胸部大動脈解離の悪化あるいは胸部大動脈瘤破裂を起こし死亡に至った症例が報告されている。

### 米国
米国の添付文書には黒枠警告はないが、下記の“WARNINGS AND PRECAUTIONS”（警告と注意）がある。
- 出血の危険性が高くなる。筋肉内注射を避ける。出血を監視する必要がある。重篤な出血が起こった場合は、投与を中止する。
- 注入中および注入後数時間は、口舌の血管性浮腫の発生を監視する必要がある。血管性浮腫が発生した場合、投与を中止する。
- 血栓溶解剤による治療を受けた患者において、稀にコレステロール塞栓症（英語版）が報告されている。
- 肺塞栓症の患者では、根底にある深部静脈血栓の溶解による再塞栓のリスクを考慮すべきである。

## 禁忌

### 日本
下記の患者には禁忌である。
- デフィブロチドナトリウムを投与中の患者
- 出血している患者
  - 頭蓋内出血、消化管出血、尿路出血、後腹膜出血、喀血
- 重篤な肝障害のある患者
- 急性膵炎の患者
- 製剤成分に対して過敏症の既往歴のある患者
- 頭蓋内出血の既往または頭蓋内腫瘍、動静脈奇形、動脈瘤などの出血性素因のある患者
- 3ヵ月以内に脳梗塞の既往のある患者
- 頭蓋内あるいは脊髄の手術または傷害を受けた患者
- 21日以内に消化管出血または尿路出血の既往のある患者
- 大手術後14日以内の患者

（虚血性脳血管障害）
- クモ膜下出血の疑いのある患者
- 脳出血を起こすおそれの高い以下の患者
  - 投与前に適切な降圧治療を行っても、収縮期血圧が185mmHg以上または拡張期血圧が110mmHg以上の患者
  - 投与前の血糖値が400mg/dLを超える患者
  - 投与前CTで早期虚血性変化（脳実質の吸収値がわずかに低下あるいは脳溝の消失）が広範に認められる患者
  - 投与前CTまたはMRIで正中線偏位などの圧排所見が認められる患者
- 出血するおそれの高い以下の患者
  - 投与前の血小板数が100,000/mm3以下の患者
- 経口抗凝固薬やヘパリンを投与しており、投与前のプロトロンビン時間－国際標準値（PT-INR）が1.7を超えるかまたは活性化部分トロンボプラスチン時間（aPTT）が延長している患者
- 投与前の血糖値が50mg/dL未満の患者
- 発症時に痙攣発作が認められた患者

（急性心筋梗塞）
- 重篤な高血圧症の患者

### 米国
急性虚血性脳卒中でないことが検査で判明した場合または治療のリスクが利益を上回った場合は、アルテプラーゼ治療を受けるべきではない。アルテプラーゼは、出血傾向を高める出血性疾患のある患者や血小板数が異常に少ない患者には禁忌とされている。また、活動性の内出血や高血圧にもアルテプラーゼは禁忌である。小児におけるアルテプラーゼの安全性は、確定的なものではない。急性期虚血性脳卒中に使用する場合のその他の禁忌は、頭蓋内出血およびクモ膜下出血の存在である。STEMI患者における使用禁忌は、急性期虚血性脳卒中の場合と同様である。急性期虚血性脳卒中の患者は、機械的血栓除去術を含む他の治療法を受けることもできる。

## 副作用

### 日本
重大な副作用は、
- 重篤な出血
  - 脳出血（2.5%：脳、0.4%：心）、消化管出血（0.7%：脳、0.6%：心）、肺出血（0.1%未満：脳、0.1%未満：心）、後腹膜出血（0.1%未満：脳、0.1%未満：心）など
- 出血性脳梗塞（14.4%：脳）
- 脳梗塞（0.6%：脳）
- ショック（0.1%未満：脳、0.1%：心）、アナフィラキシー
  - 血圧低下、発汗、脈拍の異常、呼吸困難、蕁麻疹など
- 心破裂（0.2%：心）、心タンポナーデ（0.1%未満：脳、0.1%未満：心）
- 血管浮腫（0.1%未満：脳）
  - 舌、口唇、顔面、咽頭、喉頭などの腫脹
- 重篤な不整脈（0.13%：脳、0.1%未満：心）
  - 心室細動、心室頻拍など

である。

### 米国
アルテプラーゼは血栓溶解薬であり、一般的な副作用として出血が挙げられ、これは生命を脅かす可能性がある。アルテプラーゼの副作用には、症候性頭蓋内出血と致死性頭蓋内出血が含まれる。
血管浮腫もアルテプラーゼの副作用の一つで、気道が閉塞すると生命を脅かす危険性がある。その他の副作用として、稀にアレルギー反応が起こることがある。アルテプラーゼは妊娠分類Cの薬剤である。

## 作用機序

アルテプラーゼ(t-PA)が血栓(フィブリン)の分解を促進する経路。

アルテプラーゼは、血栓中のフィブリンに結合し、血栓に結合しているプラスミノーゲンを活性化する。アルテプラーゼは、プラスミノーゲンのArg561-Val562ペプチド結合部位を切断し、プラスミンを形成する。プラスミンは線溶酵素であり、重合したフィブリン分子間の架橋を切断し、血栓を分解・溶解させる。この過程は線溶と呼ばれる。

### 制御と阻害
プラスミノーゲン活性化因子阻害因子-1（PAI-1）は、アルテプラーゼと結合して不活性複合体を形成し、肝臓で血流から除去されることにより、アルテプラーゼの活性を停止させる。プラスミンによる線溶は、α2-抗プラスミン因子によりきわめて短時間で不活性化され制御されている。

## 承認
アルテプラーゼが心筋梗塞の治療薬として米国で医療用として承認されたのは1987年11月であった。これは、遺伝子組換えt-PAの製造が開始されてからわずか7年後であり、史上最も早い医薬品開発の一つであった。
日本においては1986年から臨床試験を開始し、1991年3月に承認された:6。
1995年には、米国国立神経疾患・脳卒中研究所の研究により、虚血性脳卒中の治療にアルテプラーゼの静脈内投与が有効であることが示された。これは、救急部における脳卒中治療を刷新し、虚血性脳卒中患者の評価と治療をタイムリーに行えるようにするもので、医療のパラダイムシフトを引き起こした。

## 製造
ヒトt-PAの大規模な製造と商品化は、組換えDNA技術を用いてチャイニーズハムスター卵巣細胞にアルテプラーゼ（ヒトt-PA）を産生させることで可能となった。

## その他
アルテプラーゼは、2019年にWHOの必須医薬品リストに虚血性脳卒中に使用するものとして追加された。
虚血性脳卒中ではアルテプラーゼの早期使用が重要であり、治療の遅れは深刻な問題となる。医療へのアクセス不足、遅刻、評価の遅れ、誤診、併存疾患の管理など、遅延の理由は多く存在する。
アルテプラーゼは低・中所得国においてきわめて使用頻度が低い。これは、費用が高いことと、健康保険が適用されないことが多いためと思われる。
虚血性脳卒中におけるアルテプラーゼに関する文献には引用バイアスがある可能性がある。組織プラスミノーゲン活性化因子に関するポジティブな結果を報告した研究は、ネガティブまたはニュートラルな結果を報告した研究よりも、次の研究で引用される可能性が高いからである。
組織プラスミノーゲンアクチベーター静注用には性差があり、急性期虚血性脳卒中の女性患者には男性よりも使用されにくいという特徴がある。しかし、この差は2008年以降改善されつつある。

## 参考資料
1. 1 2  “Alteplase Use During Pregnancy”. Drugs.com. 2020年8月27日時点のオリジナルよりアーカイブ。2019年11月12日閲覧。
2. 1 2 3 4  “Activase- alteplase kit”. DailyMed (2018年12月5日). 2017年1月11日時点のオリジナルよりアーカイブ。2020年1月4日閲覧。
3. 1 2 3  “Cathflo Activase- alteplase injection, powder, lyophilized, for solution”. DailyMed (2019年9月6日). 2021年1月29日時点のオリジナルよりアーカイブ。2020年11月14日閲覧。
4. ↑  “Actilyse”. European Medicines Agency. 2020年11月17日時点のオリジナルよりアーカイブ。2020年11月14日閲覧。
5. 1 2 3 4 5  “Alteplase Monograph for Professionals”. Drugs.com. 2020年8月27日時点のオリジナルよりアーカイブ。2019年11月11日閲覧。
6. 1 2 3  “Management of occlusion and thrombosis associated with long-term indwelling central venous catheters”. Lancet 374 (9684):  159–69. (July 2009). doi:10.1016/S0140-6736(09)60220-8. PMC 2814365. PMID 19595350.
7. 1 2 3 4 5 6 7 8  “Tissue Plasminogen Activator”. StatPearls. Treasure Island (FL): StatPearls Publishing. (April 2020). PMID 29939694.  オリジナルの29 January 2021時点におけるアーカイブ。 2020年11月10日閲覧。
8. 1 2 3 4 5  “アクチバシン注600万／アクチバシン注1200万／アクチバシン注2400万 添付文書”. www.info.pmda.go.jp. 2021年12月20日閲覧。
9. 1 2 3 4 5  “グルトパ注600万／グルトパ注1200万／グルトパ注2400万 添付文書”. www.info.pmda.go.jp. 2021年12月20日閲覧。
10. 1 2 3 4  “2013 ACCF/AHA guideline for the management of ST-elevation myocardial infarction: a report of the American College of Cardiology Foundation/American Heart Association Task Force on Practice Guidelines”. Circulation 127 (4):  e362-425. (January 2013). doi:10.1161/CIR.0b013e3182742cf6. PMID 23247304.
11. 1 2 3 4 5  “Guidelines for the Early Management of Patients With Acute Ischemic Stroke: 2019 Update to the 2018 Guidelines for the Early Management of Acute Ischemic Stroke: A Guideline for Healthcare Professionals From the American Heart Association/American Stroke Association”. Stroke 50 (12):  e344–e418. (December 2019). doi:10.1161/STR.0000000000000211. PMID 31662037.
12. ↑  “2018 Guidelines for the Early Management of Patients With Acute Ischemic Stroke: A Guideline for Healthcare Professionals From the American Heart Association/American Stroke Association”. Stroke 49 (3):  e46–e110. (March 2018). doi:10.1161/STR.0000000000000158. PMID 29367334.
13. 1 2 3 4  “Alteplase”. StatPearls. Treasure Island (FL): StatPearls Publishing. (2020). PMID 29763152.  オリジナルの29 January 2021時点におけるアーカイブ。 2020年10月30日閲覧。
14. ↑   TPA Therapy. Treasure Island: StatPearls. (2020)
15. 1 2  Solomon, Caren G., ed (July 2020). “Acute Ischemic Stroke”. The New England Journal of Medicine 383 (3):  252–260. doi:10.1056/NEJMcp1917030. PMID 32668115.
16. ↑  “Mechanical Thrombectomy Outcomes With and Without Intravenous Thrombolysis in Stroke Patients: A Meta-Analysis”. Stroke 48 (9):  2450–2456. (September 2017). doi:10.1161/STROKEAHA.117.017320. PMID 28747462.
17. 1 2 3 4  “Scientific Rationale for the Inclusion and Exclusion Criteria for Intravenous Alteplase in Acute Ischemic Stroke: A Statement for Healthcare Professionals From the American Heart Association/American Stroke Association”. Stroke 47 (2):  581–641. (February 2016). doi:10.1161/STR.0000000000000086. PMID 26696642.
18. ↑  “Safety and Efficacy of Repeated Thrombolysis with Alteplase in Early Recurrent Ischemic Stroke: A Systematic Review”. Journal of Stroke and Cerebrovascular Diseases 28 (10):  104290. (October 2019). doi:10.1016/j.jstrokecerebrovasdis.2019.07.006. PMID 31371140.
19. ↑  “Pediatric Thrombolysis: A Practical Approach”. Frontiers in Pediatrics 5:  260. (December 2017). doi:10.3389/fped.2017.00260. PMC 5723643. PMID 29270396.
20. ↑  “Thrombolysis in pediatric stroke study”. Stroke 46 (3):  880–5. (March 2015). doi:10.1161/STROKEAHA.114.008210. PMC 4342311. PMID 25613306.
21. ↑  “Recombinant tissue plasminogen activators (rtPA): a review”. Clinical Pharmacology and Therapeutics 97 (3):  274–85. (2015-03). doi:10.1002/cpt.33. PMID 25670034.
22. 1 2  Marchand DK; Farrah K (9 July 2019). Thrombolytics for Acute Myocardial Infarction in a Pre-Hospital Setting: A Review of Comparative Safety and Guidelines (PDF). CADT (Report). 2019年10月20日時点のオリジナルよりアーカイブ (PDF). 2020年11月12日閲覧.
23. ↑  “Comparative efficacy and safety of reperfusion therapy with fibrinolytic agents in patients with ST-segment elevation myocardial infarction: a systematic review and network meta-analysis”. Lancet 390 (10096):  747–759. (August 2017). doi:10.1016/s0140-6736(17)31441-1. PMID 28831992.
24. 1 2 3 4  “Update on Thrombolytic Therapy in Acute Pulmonary Thromboembolism”. The Eurasian Journal of Medicine 51 (2):  186–190. (June 2019). doi:10.5152/eurasianjmed.2019.19291. PMC 6592452. PMID 31258361.
25. ↑  “Systemic Thrombolysis for Pulmonary Embolism: A Review”. P & T 41 (12):  770–775. (December 2016). PMC 5132419. PMID 27990080.
26. 1 2 3  “Ultrasound-assisted thrombolysis for acute pulmonary embolism: a systematic review”. European Heart Journal 35 (12):  758–64. (March 2014). doi:10.1093/eurheartj/ehu029. PMID 24497337.
27. ↑  “Lower dosage of recombinant tissue-type plasminogen activator (rt-PA) in the treatment of acute pulmonary embolism: a systematic review and meta-analysis”. Thrombosis Research 133 (3):  357–63. (March 2014). doi:10.1016/j.thromres.2013.12.026. PMID 24412030.
28. ↑  “Thrombolysis compared with heparin for the initial treatment of pulmonary embolism: a meta-analysis of the randomized controlled trials”. Circulation 110 (6):  744–9. (August 2004). doi:10.1161/01.CIR.0000137826.09715.9C. PMID 15262836.
29. 1 2  “Management of PE”. American College of Cardiology (2020年1月). 2020年11月28日時点のオリジナルよりアーカイブ。2020年10月30日閲覧。
30. 1 2  “Antithrombotic Therapy for VTE Disease: CHEST Guideline and Expert Panel Report”. Chest 149 (2):  315–352. (February 2016). doi:10.1016/j.chest.2015.11.026. PMID 26867832.
31. 1 2 3  “Thrombolytic therapy for central venous catheter occlusion”. Haematologica 97 (5):  641–50. (May 2012). doi:10.3324/haematol.2011.050492. PMC 3342964. PMID 22180420.
32. ↑  “Efficacy, safety, and cost of thrombolytic agents for the management of dysfunctional hemodialysis catheters: a systematic review”. Pharmacotherapy 31 (10):  1031–40. (October 2011). doi:10.1592/phco.31.10.1031. PMID 21950645.
33. ↑  “HIGHLIGHTS OF PRESCRIBING INFORMATION - ACTIVASE (alteplase) for injection, for intravenous use”. 2021年12月20日閲覧。
34. ↑  “Changing contraindications for t-PA in acute stroke: review of 20 years since NINDS”. Current Cardiology Reports 17 (10):  81. (October 2015). doi:10.1007/s11886-015-0633-5. PMID 26277361.
35. 1 2  “Effect of treatment delay, age, and stroke severity on the effects of intravenous thrombolysis with alteplase for acute ischaemic stroke: a meta-analysis of individual patient data from randomised trials”. Lancet 384 (9958):  1929–35. (November 2014). doi:10.1016/S0140-6736(14)60584-5. PMC 4441266. PMID 25106063.
36. ↑  “Activase: FDA-Approved Drugs”. U.S. Food and Drug Administration (FDA). 2020年8月27日時点のオリジナルよりアーカイブ。2020年1月4日閲覧。
37. 1 2  “The tissue-type plasminogen activator story”. Arteriosclerosis, Thrombosis, and Vascular Biology 29 (8):  1151–5. (August 2009). doi:10.1161/ATVBAHA.108.179655. PMID 19605778.
38. ↑  “グルトパ注600万／グルトパ注1200万／グルトパ注2400万 インタビューフォーム”. www.info.pmda.go.jp. 2021年12月20日閲覧。
39. 1 2  “Twenty-Year History of the Evolution of Stroke Thrombolysis With Intravenous Alteplase to Reduce Long-Term Disability”. Stroke 46 (8):  2341–6. (August 2015). doi:10.1161/STROKEAHA.114.007564. PMID 26152294.
40. ↑  “Tissue-type plasminogen activator: a historical perspective and personal account”. Journal of Thrombosis and Haemostasis 2 (4):  541–6. (April 2004). doi:10.1111/j.1538-7933.2004.00645.x. PMID 15102005.
41. ↑   World Health Organization model list of essential medicines: 21st list 2019. Geneva: World Health Organization. (2019). hdl:10665/325771. WHO/MVP/EMP/IAU/2019.06. License: CC BY-NC-SA 3.0 IGO
42. ↑   Executive summary: the selection and use of essential medicines 2019: report of the 22nd WHO Expert Committee on the selection and use of essential medicines. Geneva: World Health Organization. (2019). hdl:10665/325773. WHO/MVP/EMP/IAU/2019.05. License: CC BY-NC-SA 3.0 IGO
43. 1 2  “Factors delaying intravenous thrombolytic therapy in acute ischaemic stroke: a systematic review of the literature”. Journal of Neurology 268 (8):  2723–2734. (March 2020). doi:10.1007/s00415-020-09803-6. PMID 32206899.
44. 1 2  “Presentation, Evaluation, Management, and Outcomes of Acute Stroke in Low- and Middle-Income Countries: A Systematic Review and Meta-Analysis”. Neuroepidemiology 51 (1–2):  104–112. (2018). doi:10.1159/000491442. PMC 6322558. PMID 30025394.
45. ↑  “Citation bias favoring positive clinical trials of thrombolytics for acute ischemic stroke: a cross-sectional analysis”. Trials 17 (1):  473. (September 2016). doi:10.1186/s13063-016-1595-7. PMC 5039798. PMID 27677444.
46. 1 2  “Sex differences in IV thrombolysis treatment for acute ischemic stroke: A systematic review and meta-analysis”. Neurology 95 (1):  e11–e22. (July 2020). doi:10.1212/wnl.0000000000009733. PMID 32522796.

## 関連文献
- Australian Public Assessment Report for Alteplase (AusPAR) (PDF). Therapeutic Goods Administration (TGA) (Report). February 2011.